# Ambilobe
Ambilobe è un comune urbano (firaisana) del Madagascar settentrionale (regione di Diana).
Sorge sulle rive del fiume Mahavavy nord, ad un'altitudine di 47 m s.l.m.
Ha una popolazione di 14 425 abitanti.
È sede di un piccolo aeroporto, l'Aeroporto di Ambilobe, codice aeroportuale IATA: AMB.
La Route nationale 6 la collega a nord a Antsiranana e a sud a Antsohihy.
L'economia della città si basa principalmente sulla produzione della canna da zucchero.
È la base di partenza per le escursioni alla Riserva speciale dell'Ankarana, da cui dista circa 30 km.
Ad Ambilobe ha la sua sede Tsimiaro III, ultimo successore della dinastia degli Zafimbolafotsy della tribù Antankarana, salito al trono nel 1982.